# The Rolling Stones, Now!
The Rolling Stones, Now! je třetí americké album kapely The Rolling Stones vydané v roce 1965.
Album obsahuje sedm písní z alba The Rolling Stones No. 2 a některé písně byly zařazeny na britskou verzi alba Out of Our Heads. Píseň „Little Red Rooster“ se dostala ve Velké Británii na singlovém žebříčku na první místo a „Surprise, Surprise“ ve Velké Británii oficiálně nevyšla několik let. Čtyři písně na albu napsala autorská dvojice Mick Jagger/Keith Richard.
The Rolling Stones, Now! je považováno za velice silné a vrchol mezi ranými americkými alby kapely. Album se na americkém žebříčku umístilo na pátém místě a získalo zlatou desku.
V roce 2002 bylo album The Rolling Stones, Now! vyhlášeno časopisem Rolling Stone 181. nejlepším albem všech dob.

## Seznam skladeb
1. "Everybody Needs Somebody To Love" (Solomon Burke/Bert Russell/Jerry Wexler) - 2:58
  - Na albu The Rolling Stones No. 2 je obsažena stejná píseň, ale v pětiminutové verzi.
2. "Down Home Girl" (Jerry Leiber/Arthur Butler) - 4:12
3. "You Can't Catch Me" (Chuck Berry) - 3:39
4. "Heart Of Stone" (Mick Jagger/Keith Richards) - 2:49
5. "What A Shame" (Mick Jagger/Keith Richards) - 3:05
6. "I Need You Baby (Mona)" (Bo Diddley) - 3:35
  - Původně vydaná na debutovém albu The Rolling Stones, ale na americké verzi (England's Newest Hit Makers) vynechaná a nahrazena písní „Not Fade Away“
7. "Down The Road Apiece" (Don Raye) - 2:55
8. "Off The Hook" (Mick Jagger/Keith Richards) - 2:34
9. "Pain In My Heart" (Naomi Neville) - 2:12
10. "Oh Baby (We Got A Good Thing Goin')" (Barbara Lynn Ozen) - 2:08
11. "Little Red Rooster" (Willie Dixon) - 3:05
12. "Surprise, Surprise" (Mick Jagger/Keith Richards) - 2:31